# Джекнайф Ли
Гаррет «Джекнайф» Ли (англ. Garret «Jacknife» Lee) — ирландский музыкальный продюсер и микшер. Во время своей карьеры сотрудничал со множеством известных исполнителей, включая The Cars, U2, R.E.M., The Killers, Snow Patrol, Bloc Party, Two Door Cinema Club, AFI, The Hives, Weezer, One Direction, Silversun Pickups, Editors, а также Робби Уильямса и Тейлор Свифт.

## Биография
Ли начинал как гитарист панк-группы Compulsion, а после распада группы начал сольную карьеру в области электронной музыки. Его первая сольная работа, мини-альбом A Dog Named Snuggles, была выпущена под псевдонимом Jacknife Lee в 1998 году на лейбле Pussyfoot Records, основанным Хоуи Би.
В 1998 году Ли выпустил свой первый полноформатный альбом — Muy Rico. Его вторая студийная пластинка, Punk Rock High Roller, была издана в 2001 году компанией Palm Pictures. Третий альбом музыканта, выпущенный под одноимённым названием Jacknife Lee, увидел свет в 2007 году. Помимо этого, Ли выпустил пластинку To Hell With You I’ll Make My Own People на лейбле One Little Indian под псевдонимом «Jack Planck».
Помимо сольных работ, Джекнайф Ли выпустил множество ремиксов на песни известных исполнителей, среди которых: «It’s Tricky 2003» Run-DMC, «The Mello Hippo Disco Show» The Future Sound of London и несколько версий «Vertigo» U2, выпущенных ограниченным тиражом на 7 , 10 и 12-дюймовом виниле, а также композиции Кристины Агилеры, TLC, Pink, Blur, Radiohead, Мисси Эллиотт, Басты Раймс, Эминема, The Raveonettes, Kraftwerk, New Order и Kasabian. Кроме того, он спродюсировал альбом Accelerate и Collapse into Now группы R.E.M., Intimacy группы Bloc Party, а также диски Two Door Cinema Club и Crystal Castles.